# 15808 Zelter
15808 Zelter è un asteroide della fascia principale. Scoperto nel 1994, presenta un'orbita caratterizzata da un semiasse maggiore pari a 2,8879347 UA e da un'eccentricità di 0,0818569, inclinata di 1,32049° rispetto all'eclittica.